# 康承訓
康承訓（809年—874年），唐末名將。
自幼隨父輩征伐，積功進左神武軍將軍。唐宣宗年間，升任天德軍（今內蒙古自治區烏拉特中後旗地區）防禦使，“罷冗費，市馬益軍，軍乃奮張”，党項不敢入寇。咸通十年（869年）任神策大將軍，率沙陀三部落使朱邪赤心自隨，與王晏權、戴可師等三方並進，誅滅龐勳於徐州。因得罪了懿宗的女婿韋保衡等人，路巖、韋保衡上言：「康承訓討龐勳時，逗橈不進，又不能盡其餘黨，又貪虜獲，不時上功。」貶恩州司馬。唐僖宗嗣位，承訓被召回京師，不久死之。黃巢之亂爆發後，僖宗曰“社稷將難，康承訓奈何死乎”。